# 等長共役
幾何学において、等長共役（とうちょうきょうやく、英: isotomic conjugate）は、△ABCと点Pについて定義される点の一つとの関係である。等距離共役、等線分共役、等截共役とも訳される。

## 定義

△ABCと、その辺上にない点Pについて、A', B', C' をそれぞれ、直線AP, BP, CPとBC, CA, ABの交点とする。次にA', B', C'を辺BC, CA, ABの中点で鏡映した点を、それぞれA", B", C"とする。このときAA", BB", CC"を等長共役線（isotomic lines）または等距離線と言う。3つの等長共役線はチェバの定理より一点で交わる。その点をPの等長共役点または等截点、もしくは単に等長共役といい、Pとその等長共役点との関係を等長共役と言う。

## 座標
Pの三線座標を p : q : rとすると、Pの等長共役点の三線座標は以下の式で与えられる。
{\displaystyle a^{-2}p^{-1}:b^{-2}q^{-1}:c^{-2}r^{-1},}
ここで a, b, cはそれぞれ、三角形のA, B, Cの対辺の長さである。
Pの重心座標を p : q : rとすると、Pの等長共役点の重心座標は以下の式で与えられる。
{\displaystyle p^{-1}:q^{-1}:r^{-1}}

## 性質
- △ABCの重心の等長共役点は重心自身である。
- 類似重心の等長共役点は第三ブロカール点である。
- ジェルゴンヌ点の等長共役点はナーゲル点である。
- シュタイナー楕円上の点の等長共役は無限遠直線に移る。
- 等角共役点、等長共役点と元の点が共線であるような点の軌跡はシュタイナー-ウォレス双曲線、ウォレス双曲線（Steiner-Wallace hyperbola,Wallace hyperbola）と呼ばれる。ウォレス双曲線はキーペルト双曲線を重心を中心に-2倍拡大した（2:1の反転をした）図形で、中心はシュタイナー点である[13][14]。また、重心、内心と傍心を通る。